# کارلو بینو
کارلو بَینو (ایتالیایی: Carlo Bagno؛ ۲۱ مارس ۱۹۲۰ – ۱۹ ژانویهٔ ۱۹۹۰) بازیگر اهل ایتالیا بود.
از فیلم‌ها یا برنامه‌های تلویزیونی که وی در آن نقش داشته است، می‌توان به بیمار خیالی، پرندگان، زنبورهای عسل و ایتالیایی‌ها، ترزا، با صدای بلند شلیک کن و چگونه از دست زن خلاص شده، یک معشوقه پیدا کنیم اشاره کرد. بینو در سال ۱۹۷۸ برنده جایزه انجمن ملی فیلم ایتالیا بهترین بازیگر نقش مکمل مرد شده است.